# Т-200
Т-200 — марка не пошедшего в серию советского промышленного гусеничного трактора тяжёлого класса. Проект Т-200 был разработан в середине 1950-х годов для удовлетворения потребности в мощных бульдозерах на крупных советских стройках. Для трактора был разработан двигатель Д-200 — восьмицилиндровая модификация двигателя Д-108 трактора Т-100. Двигатель оказался неудачным — слишком тяжёлым и с малым ресурсом. Были выпущены опытные образцы с механической и гидромеханической трансмиссией. Остальные элементы конструкции практически полностью повторяли трактор Т-100. Опытная эксплуатация выявила множество недостатков этих тракторов и неэффективность применения механической трансмиссии на тракторах с двигателем мощностью 200 л. с. Наладить серийное производство гидромеханических трансмиссий в 1950-х годах не удалось.
Неудача проекта Т-200 заставила коллектив Челябинского тракторного завода заняться разработкой трактора ДЭТ-250 с танковым дизелем В-2 и электромеханической трансмиссией. Кроме того, был разработан проект трактора Т-220 с принципиально новым двигателем воздушного охлаждения и гидромеханической трансмиссией, ставшим впоследствии прототипом трактора Т-330.
Хотя трактор не стал серийным, он был включен в типаж, и информация о нём появилась в учебных и справочных пособиях.
Однако в тех же источниках отсутствуют сведения о машинах на базе Т-200.